# Brighton (Vermont)
Brighton es un pueblo ubicado en el condado de Essex en el estado estadounidense de Vermont. En el año 2010 tenía una población de 1.222 habitantes y una densidad poblacional de 8,84 personas por km².

## Geografía
Brighton se encuentra ubicado en las coordenadas 44°48′32″N 71°52′10″O / 44.80889, -71.86944.

## Demografía
Según la Oficina del Censo en 2000 los ingresos medios por hogar en la localidad eran de $26,932 y los ingresos medios por familia eran $31,316. Los hombres tenían unos ingresos medios de $26,413 frente a los $23,125 para las mujeres. La renta per cápita para la localidad era de $12,999. Alrededor del 19.2% de la población estaba por debajo del umbral de pobreza.